# Adam II. Batthyány

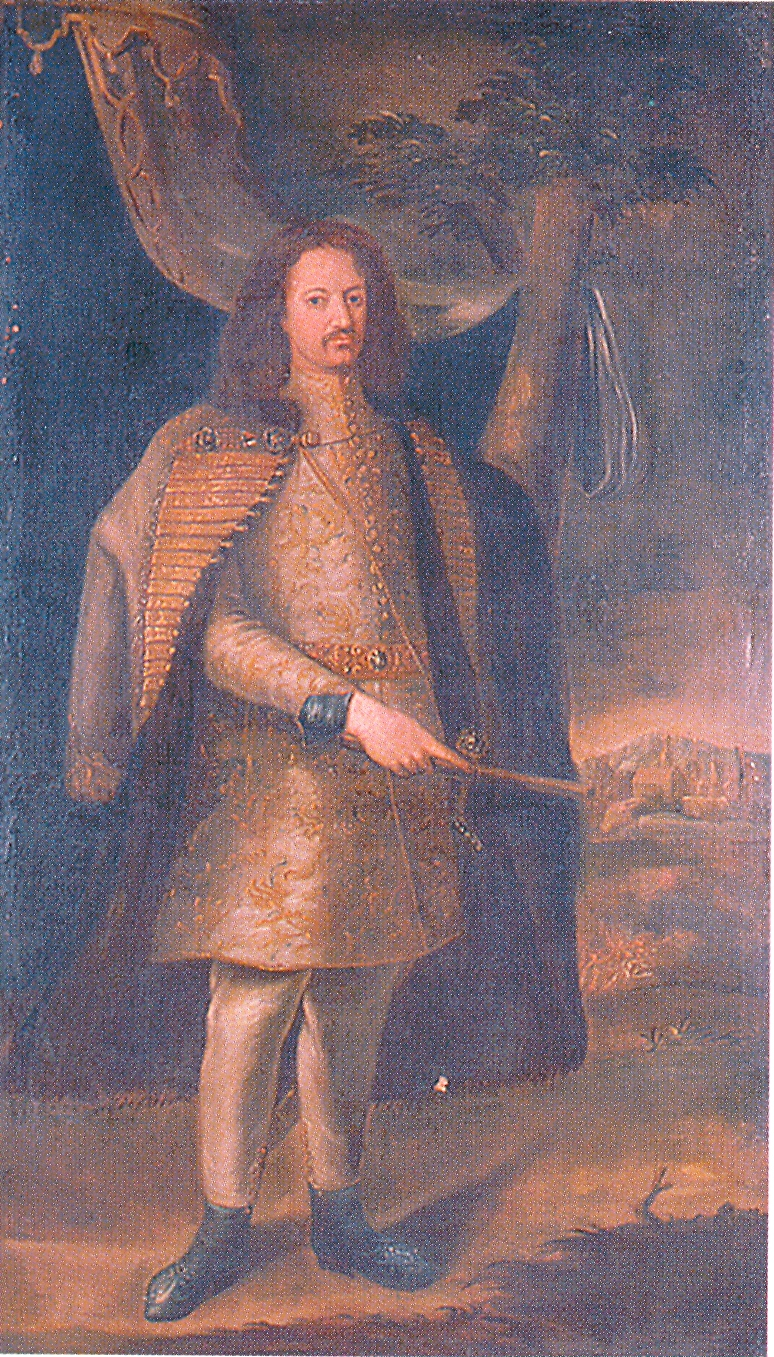
Graf Adam II. Batthyány

Adam II. Batthyány (kroatisch Adam II. Baćan; ungarisch Batthyány II. Ádám; * 13. September 1662 in Wien; † 26. August 1703 ebenda) war ein ungarischer Feldherr, Magnat und Grundherr aus der Adelsfamilie Batthyány, und als solcher Graf von Batthyány de Németújvár. Er war an der Gegenoffensive der kaiserlichen Truppen nach der gescheiterten Zweiten Wiener Türkenbelagerung beteiligt – unter anderem an den Eroberungen von Buda und Stuhlweißenburg. Von 1693 bis 1703 war er Ban (Vizekönig) von Kroatien.

## Herkunft und Familie
Adam II. entstammte dem alten und weit verzweigten ungarischen Magnatengeschlecht Batthyány, das zu den bedeutendsten Adelsfamilien der Habsburgermonarchie gehörte. Als ältester Sohn von Graf Christoph II. Batthyány (1637–1687) und seiner Frau Anna Maria, geb. Freiin Palocsay (1644–1686) gehörte er der älteren, sogenannten Christoph-Linie der Familie an, die nach seinem Vater benannt wurde. Dessen Vater, Adam I. Batthyány, gilt der Familie als „Stammvater im engeren Sinn“. Er teilte sein Erbe unter seinen Söhnen Christoph II. und Paul I. (1639–1674) auf. Aus den Nachkommen Christophs entwickelte sich später die erste fürstliche Linie, aus den Nachkommen Pauls die gräflichen Linien mit der späteren zweiten fürstlichen Linie.

## Leben und Wirken
Der junge Adam II. besuchte das Jesuitengymnasium in Ödenburg und begann anschließend ein Studium an der Universität Graz, das er aufgrund der Türkenkriege 1683 jedoch abbrach um in den Kriegsdienst zu treten. Unter dem Oberkommando seines Vaters Christoph, der kommandierender General in Ungarn jenseits der Donau war, nahm er in einem Husarenregiment an mehreren Feldzügen gegen das Osmanische Heer teil. Noch vor der Zweiten Türkenbelagerung waren er und sein Vater allerdings gezwungen 1683 dem aufständischen Grafen Emmerich Tököly und den Türken zu huldigen und diesen ihre Dienste anzubieten. Auf Fürsprache des Palatins Paul I. Esterházy wurden sie 1684 vom Hof amnestiert, mussten aber hinnehmen, dass auf ihrem Stammsitz Burg Güssing vorübergehend deutsche Truppen stationiert wurden.
Nach dem Ende der zweiten Türkenbelagerung war Adam II. zwischen Körmend und Kanisza an der Verfolgung der osmanischen Streitmacht beteiligt und nahm am 9. Oktober 1683 an der Erstürmung der Graner Festung teil. An den Belagerungen von Ofen 1684 und 1686 nahm er ebenfalls teil und konnte bei dessen Eroberung während der zweiten Belagerung 12 reich beladene türkische Galeeren erbeuten. 1686 gelang ihm und seinem Regiment bei Budaörs ein Sieg über die Vorposten des osmanischen Ersatzheeres, und 1686 konnte er die osmanischen Besatzer von Stuhlweißenburg zur Kapitulation zwingen. Für seine Verdienste wurde er erst in den Rang eines Generalleutnants, dann eines Generals erhoben. 1693 erhielt er die Banschaft über Kroatien, Dalmatien und Slawonien.
Mit dem schrittweisen Zurückdrängen der Osmanen aus Ungarn, kamen einige westungarische Gebiete wieder unter die Herrschaft der Batthyány. Adam II. konnte den 1687 von seinem Vater erhaltenen Besitz um die Herrschaften Ludbreg, Bóly, Moszgó und Somodor erweitern. Seine Gattin Eleonore Gräfin Strattmann, die Tochter von Reichshofkanzler Theodor Heinrich Graf von Strattmann, brachte Herrschaft und Schloss Peuerbach mit den Besitzungen Waasen, Schmiding, Haiding und Spättenbrunn mit in die Ehe. Durch seine militärischen Erfolge, die Ausweitung des Grundbesitzes, und die Ehe mit Eleonore konnte Adam die gesellschaftliche Stellung seiner Familie erheblich verbessern.

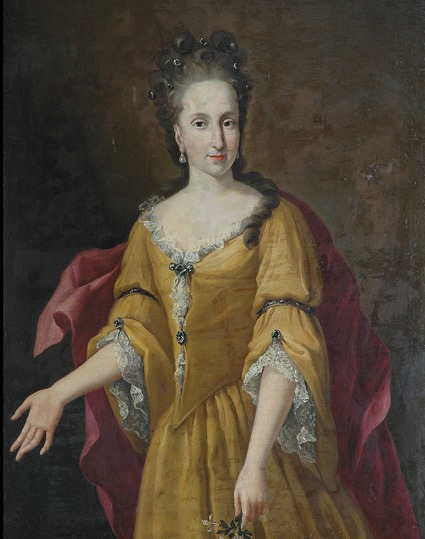
Adams Ehefrau Eleonore Batthyány-Strattmann

1698 erwarb Adam II. das Palais Schönborn-Batthyány, in dem seine Familie den größten Teil des Jahres lebte. Am 26. August 1703 verstarb er in diesem Palais im Alter von 45 Jahren. Seine Frau, die ihn um 40 Jahre überlebte, übernahm die Vormundschaft über die zwei Söhne Ludwig I. Ernst und Karl I. Josef, die zum Zeitpunkt des Todes noch im Kindesalter waren. Adam II. wurde in der Batthyány-Familiengruft unter der Klosterkirche Güssing bestattet.

## Ehe und Nachkommen
Am 25. November 1692 heiratete Adam II. Batthyány Eleonore geb. Gräfin Strattmann, Tochter von Theodor Heinrich Graf von Strattmann und Mechtilde geb. Gräfin von Mollard (1640–1684).
Aus der Ehe gingen zwei Söhne hervor:
- Ludwig I. Ernst (1696–1765) ⚭ Therese, geb. Gräfin Kinsky (1700–1775)
- Karl I. Josef (1697–1772), 1. Fürst von Batthyány

1. ⚭ 1721 Maria Barbara geb. Gräfin Waldstein (1693–1724), verwitwete Gräfin Ernst Kuenburg
2. ⚭ 1724 Franziska Theresia geb. Gräfin Strattmann (1708–1760), Tochter des Bruders seiner Mutter
3. ⚭ 1794 Maria Antonia geb. Gräfin Batthyány (1720–1797), verwitwete Gräfin Nikolaus Erdödy de Monyorókerék et Monoszló, Tochter seines Bruders

## Auszeichnungen
- Kapitän von Transdanubien und Kanisza
- Obermundschenk des Königreiches Ungarn (1687)
- Ban von Dalmatien, Kroatien und Slawonien (1693)
- Obergespan des Komitates Eisenburg (1693)
- Wirklicher Geheimer Rat (1694)
- Oberster Landesrichter (1694)[14]